# Adolphe de Saint-Valry
Claude Souillard, dit Adolphe de Saint-Valry, né le 12 janvier 1797 à Houdan et mort le 28 janvier 1867 à Verneuil-sur-Avre, est un poète et écrivain français.

## Biographie
Son père ayant servi sous les ordres du général Hugo, Souillard fut un des amis d'enfance de Victor Hugo, puis un de ses proches amis. Il fut son collaborateur au Conservateur littéraire et à la Muse française.  Le Conservateur ne dura qu'un an, et la Muse française n’eut que douze numéros. Il collabora aussi aux Annales de la Littérature et des Arts et écrivit des poésies et un roman.
Il est le père de Gaston de Saint-Valry.

## Œuvres
- La Chapelle de N.-D.-du-Chêne. - Les Ruines de Montfort-l'Amaury, 1826.
- De la Tolérance arbitraire et coupable du ministère à l'égard des Jésuites ; de leur rétablissement légal, ou de leur expulsion selon les lois du royaume. Considérations politiques, 1827. Imprimé par H. de Balzac
- Les Fleurs, poésies, 1829.
- Fragmens de poésie dédiés à S. A. R. Madame, duchesse de Berri, en sa prison de Blaye, 1833.
- Madame de Mably, 1836.
- Napoléones, 1867.

## Sources
- Mention biographique, donnant 1802-1862 comme dates
- (en) Mention des erreurs quant aux dates d'Adolphe Souillard
- Source principale : Mémoires de la Société archéologique de Rambouillet (GoogleLivres, accessible aux États-Unis